# Athletic Club 1976-1977
Questa voce raccoglie le informazioni riguardanti l'Athletic Club nelle competizioni ufficiali della stagione 1976-1977.

## Stagione
Come da politica societaria la squadra è composta interamente da giocatori nati in una delle sette province di Euskal Herria o cresciuti calcisticamente nel vivaio di società basche.
In Primera División la squadra giunge terza, non entrando però mai nel vivo per la corsa al titolo. 
In Coppa del Re, dopo aver eliminato l'Elche al primo turno (sconfitta 1-0 e vittoria 4-0), il Siviglia nei quarti di finale (vittoria 5-0 e sconfitta 3-1), il Salamanca UDS in semifinale (doppia vittoria 6-0 e 1-2), l'Athletic perde la finale contro il Real Betis ai calci di rigore (2-2 dopo i tempi regolamentari).
In Coppa UEFA, dopo aver eliminato l'Újpesti Dózsa al primo turno (sconfitta 1-0 e vittoria 5-0), il Basilea nei sedicesimi di finale (1-1 e 3-1), il Milan negli ottavi di finale (vittoria 4-1 e sconfitta 3-1), il Barcellona nei quarti (2-1 e 2-2) ed il RWD Molenbeek in semifinale (1-1 e 0-0), i baschi perdono la finale nel doppio confronto contro la Juventus (perdendo 1-0 a Torino all'andata e vincendo 2-1 in casa al ritorno).

## Rosa
| N. |                   | Ruolo | Calciatore                |
| -- | ----------------- | ----- | ------------------------- |
|    | Spagna (bandiera) | P     | José Ángel Iribar         |
|    | Spagna (bandiera) | P     | Juan Antonio Zaldua       |
|    | Spagna (bandiera) | D     | Andoni Goikoetxea         |
|    | Spagna (bandiera) | D     | Javier Escalza            |
|    | Spagna (bandiera) | D     | José Ignacio Madariaga    |
|    | Spagna (bandiera) | D     | José Ignacio Oñaederra    |
|    | Spagna (bandiera) | D     | Alberto Martín Goikoetxea |
|    | Spagna (bandiera) | D     | Daniel Astrain            |
|    | Spagna (bandiera) | D     | José María Lasa           |
|    | Spagna (bandiera) | D     | José María Amorrortu      |
|    | Spagna (bandiera) | D     | Agustín Gisasola          |

| N. |                   | Ruolo | Calciatore            |
| -- | ----------------- | ----- | --------------------- |
|    | Spagna (bandiera) | D     | José Ramón Alexanko   |
|    | Spagna (bandiera) | C     | Iñaki Garay           |
|    | Spagna (bandiera) | C     | José Ángel Rojo       |
|    | Spagna (bandiera) | C     | Ángel María Villar    |
|    | Spagna (bandiera) | C     | Javier Irureta        |
|    | Spagna (bandiera) | A     | José María Bengoetxea |
|    | Spagna (bandiera) | A     | Manuel Sarabia        |
|    | Spagna (bandiera) | A     | Dani                  |
|    | Spagna (bandiera) | A     | José Ignacio Churruca |
|    | Spagna (bandiera) | A     | Txetxu Rojo           |
|    | Spagna (bandiera) | A     | Carlos                |

## Risultati

### Coppa del Re
| Arbitro: | José Luis García Carrión (Valencia) |

|                                                                                        |                      |                                                                               |
| López 45’ 116’                                                                         | Marcatori            | 14’ Carlos 97’ Dani                                                           |
| García Soriano del Pozo López Biosca Cardeñosa Sabaté Alabanda Esnaola Eulate Bizcocho | Tiri di rigore 8 – 7 | Guisasola Churruca Escalza Irureta Dani Amorrortu Villar Alexanko Rojo Iribar |

### Coppa UEFA
| Arbitro: | Clive Thomas |

|           |           |  |
| Dunai 89’ | Marcatori |  |

| Arbitro: | Ferdinand Biwersi |

|                                         |           |  |
| Txetxu Rojo 13’, 44’ Dani 20’, 30’, 44’ | Marcatori |  |

| Arbitro: | Rudi Glöckner |

|          |           |               |
| Marti 2’ | Marcatori | 45’ Madariaga |

| Arbitro: | Patrick Partridge |

|                            |           |  |
| Villar 45’ Carlos 61’, 68’ | Marcatori |  |

| Arbitro: | Charles Corver |

|                                      |           |             |
| Dani 45’ (rig.), 81’ Carlos 48’, 86’ | Marcatori | 25’ Capello |

| Arbitro: | Walter Eschweiler |

|                                      |           |  |
| Calloni 53’, 84’ (rig.) Biasiolo 60’ | Marcatori |  |

| Arbitro: | Michel Kitabdjian |

|                              |           |            |
| Churruca 40’ Dani 63’ (rig.) | Marcatori | 13’ Asensi |

| Arbitro: | Cesare Gussoni |

|                 |           |                  |
| Cruyff 24’, 63’ | Marcatori | 13’, 29’ Irureta |

| Arbitro: | Walter Hungerbühler |

|             |           |              |
| Teugels 87’ | Marcatori | 29’ Churruca |

| Bilbao 20 aprile 1977 Semifinale - ritorno | Athletic Bilbao | 0 – 0 referto | RWD Molenbeek | Stadio san Mamés (38 000 spett.)\| Arbitro: \| Adolf Prokop \| |
| Arbitro:                                   | Adolf Prokop    |               |               |                                                                |

| Arbitro: | Charles Corver |

|              |           |  |
| Tardelli 14’ | Marcatori |  |

| Arbitro: | Erich Linemayr |

|                        |           |            |
| Irureta 12’ Carlos 78’ | Marcatori | 7’ Bettega |

## Statistiche

### Statistiche dei giocatori
| Giocatore       | Primera División | Primera División | Primera División | Primera División | Coppa del Re | Coppa del Re | Coppa del Re | Coppa del Re | Coppa Uefa | Coppa Uefa | Coppa Uefa  | Coppa Uefa | Totale   | Totale | Totale      | Totale     |
| Giocatore       | Presenze         | Reti             | Ammonizioni      | Espulsioni       | Presenze     | Reti         | Ammonizioni  | Espulsioni   | Presenze   | Reti       | Ammonizioni | Espulsioni | Presenze | Reti   | Ammonizioni | Espulsioni |
| --------------- | ---------------- | ---------------- | ---------------- | ---------------- | ------------ | ------------ | ------------ | ------------ | ---------- | ---------- | ----------- | ---------- | -------- | ------ | ----------- | ---------- |
| J.R. Alexanko   | 14               | 0                | 0                | 0                | 6            | 0            | 0            | 0            | 3          | 0          | 0           | 0          | 23       | 0      | 0           | 0          |
| J.M. Amorrortu  | 24               | 2                | 1                | 0                | 3            | 0            | 0            | 0            | 11         | 0          | 0           | 0          | 38       | 2      | 1           | 0          |
| D. Astrain      | 11               | 0                | 4                | 0                | 4            | 0            | 0            | 0            | 4          | 0          | 0           | 0          | 19       | 0      | 4           | 0          |
| J.M. Bengoetxea | 5                | 1                | 0                | 0                | 0            | 0            | 0            | 0            | 1          | 0          | 0           | 0          | 6        | 1      | 0           | 0          |
| Carlos          | 23               | 10               | 1                | 0                | 6            | 10           | 1            | 0            | 8          | 5          | 0           | 0          | 37       | 25     | 2           | 0          |
| J.I. Churruca   | 31               | 14               | 3                | 0                | 6            | 1            | 1            | 0            | 6          | 2          | 1           | 0          | 43       | 17     | 5           | 0          |
| Dani            | 29               | 15               | 4                | 0                | 6            | 7            | 2            | 0            | 11         | 6          | 1           | 0          | 46       | 28     | 7           | 0          |
| J. Escalza      | 33               | 0                | 0                | 0                | 6            | 0            | 0            | 0            | 12         | 0          | 0           | 0          | 51       | 0      | 0           | 0          |
| I. Garay        | 11               | 0                | 5                | 0                | 0            | 0            | 0            | 0            | 7          | 0          | 1           | 0          | 18       | 0      | 6           | 0          |
| A. Gisasola     | 27               | 2                | 3                | 0                | 7            | 0            | 1            | 0            | 9          | 0          | 0           | 0          | 43       | 2      | 4           | 0          |
| A. Goikoetxea   | 10               | 0                | 1                | 0                | 2            | 0            | 0            | 0            | 4          | 0          | 2           | 0          | 16       | 0      | 3           | 0          |
| J.A. Iribar     | 30               | -?               | 1                | 0                | 6            | -?           | 0            | 0            | 11         | -0         | 0           | 0          | 47       | -0+    | 1           | 0          |
| J.A. Irureta    | 32               | 5                | 3                | 0                | 7            | 2            | 0            | 0            | 11         | 3          | 2           | 0          | 50       | 10     | 5           | 0          |
| J.M. Lasa       | 32               | 0                | 4                | 0                | 7            | 0            | 1            | 0            | 10         | 0          | 0           | 0          | 49       | 0      | 5           | 0          |
| J.I. Madariaga  | 16               | 0                | 2                | 0                | 0            | 0            | 0            | 0            | 5          | 2          | 1           | 0          | 21       | 2      | 3           | 0          |
| Martín          | 2                | 0                | 0                | 0                | 0            | 0            | 0            | 0            | 0          | 0          | 0           | 0          | 2        | 0      | 0           | 0          |
| J.I. Oñaederra  | 13               | 0                | 1                | 0                | 2            | 0            | 1            | 0            | 6          | 0          | 1           | 0          | 21       | 0      | 3           | 0          |
| T. Rojo (I)     | 27               | 2                | 3                | 1                | 7            | 0            | 1            | 0            | 12         | 2          | 2           | 0          | 46       | 4      | 6           | 1          |
| J.A. Rojo (II)  | 14               | 1                | 1                | 0                | 4            | 0            | 1            | 0            | 5          | 0          | 0           | 0          | 23       | 1      | 2           | 0          |
| M. Sarabia      | 3                | 0                | 0                | 0                | 0            | 0            | 0            | 0            | 0          | 0          | 0           | 0          | 3        | 0      | 0           | 0          |
| A.M. Villar     | 32               | 1                | 2                | 0                | 6            | 0            | 1            | 0            | 11         | 1          | 2           | 0          | 49       | 2      | 5           | 0          |
| J.A. Zaldua     | 6                | -?               | 0                | 0                | 1            | -?           | 0            | 0            | 1          | -?         | 0           | 0          | 8        | -?     | 0           | 0          |